# Bremer Patera
La Bremer Patera è una struttura geologica della superficie di Venere.